# Liste der Monuments historiques in Lévignac
Die Liste der Monuments historiques in Lévignac führt die Monuments historiques in der französischen Gemeinde Lévignac auf.

## Liste der Bauwerke
| Bezeichnung     | Beschreibung                        | Standort                           | Kennzeichnung | Schutzstatus | Datum | Bild |
| --------------- | ----------------------------------- | ---------------------------------- | ------------- | ------------ | ----- | ---- |
| Maison du Barry | Haus, erbaut im 18./19. Jahrhundert | 28, avenue de la République (Lage) | PA00094370    | Classé       | 1980  |      |
| Telegraphe      | Erbaut 1834                         | (Lage)                             | PA00094691    | Inscrit      | 1992  |      |